# Імамат Фута-Джаллон

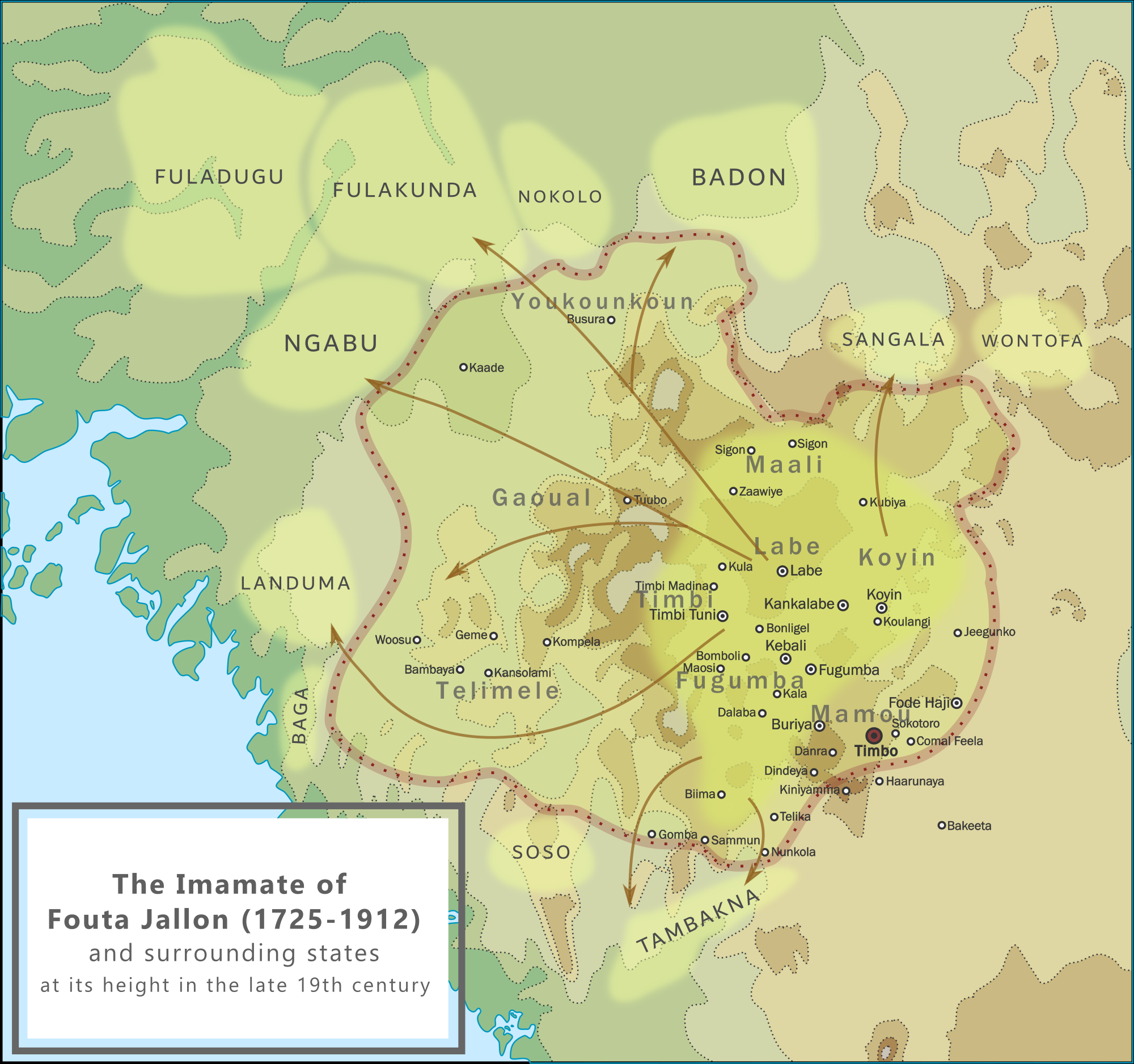

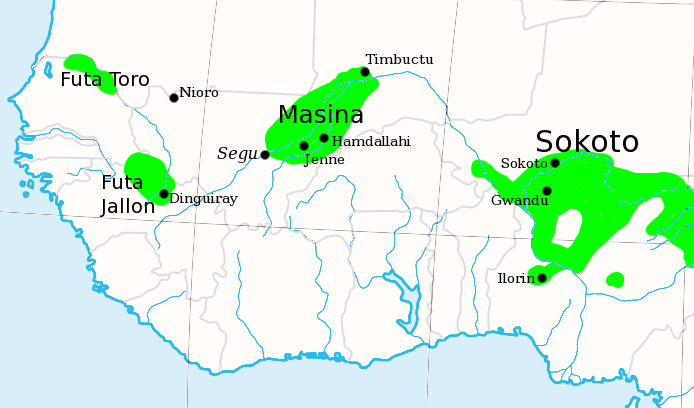

Фута-Джаллон — держава фульбе на території плато Фута-Джаллон в центрі сучасної Гвінеї у 18 — 19 ст.

## Виникнення
Вперше  скотарі-кочівники  фульбе  з'явились  на  цій  території  ,  ймовірно, в  13-14  ст.,  пізніше  сюди  мігрували  групи  фульбе  з  районів  Фута-Торо,  Томбукту, Масіни.  Поступово  переходячи  від   кочового  до  осіло-відгінного  скотарства  і землеробства,  фульбе  в  цій області  на  кінець  17 -го ст.  стає одним з  найчисленніших  і  найсильніших  народів,  для  якого  було  властиве  уже  помітне  соціально-майнове  розшарування.  Сім'ї  і  споріднені  сільськогосподарські  групи  різнились за  чисельністю,  розмірах   господарства, багатства,  використовувалась  праця  рабів.  
Війна  ісламізованого вельможества  фульбе  проти  старих  господарів  краю -  дьялонке,  що  почалась  у  20-х  рр. 18 -го  ст.  завершилась  наприкінці  70-х  рр.  цього ж ст.  перемогою  мусульман на чолі із Карамоко Альфою.

## Розвиток та  загибель
Під  час  війни  було  створена  ранньофеодальна  теократична  держава,  фульбська  знать,  під  контроль  якої  потрапили  величезні  земельні  володіння  та  більша  частина  іноплеменного  населення  краю, стала  панівним   класом.  Голова  держави - альмамі ( аль-імамі, від арабського  «амма» - ватажок, керівник мусульманської  громади)  мав  одночасно  і  духовну і  світську  владу.  Правителі  імамату  вибирались  на  зборах  знаті  з  двох  кланів - альфая (нащадки Карамоко Альфи, під керівництвом  котрого  і почалась війна)  і  сорія  (нащадки  Ібрагіма Сорі Великого,  що отримав  вирішальні  перемоги в 70-х рр. 18 ст.).  Влада  альмамі  була  обмежена  радою  знаті.  Держава  поділялась  на  провінції  і  приходи.  Суспільство  імамату Фута-Джаллон  складалось  з   двох  основних  категорій  людей : вільних (фульбе -мусульмани,  дьялонке-мусульмани та інші) і  сервільних   і  напівсервільних  груп (у т.ч. раби, люди  напіврабського  стану  і  члени  ремісничих  каст).  Сервільне (невільне)  населення  складало  в  різний  час  від 1|5 до 1|3  загальної  кількості  жителів і  грало  дуже  важливу  роль у  виробництві.
У  васальній  залежності  від  правителів  Фута-Джаллону  перебували  багато  племен  сусідніх  областей.  Імамат  провадив  жваву  торгівлю  з  багатьма  районами  Західного  Судану.   Ісламізація,  що  охопила   більшість  населення  Фута-Джаллону,  супроводжувалась  поширенням  арабської  писемності.
Наприкінці  19- го ст.  в  результаті  французької  колоніяльної  експансії  імамат на чоі із Букар Біро зазнав поразки, внаслідок чого був  включений як  протекторат  (1897)  до  складу  колонії  Французька Гвінея.
- Перелік  імамів  Фута-Джаллону